# Приймак, Александра Кузьминична
Александра Кузьминична Приймак — советский хозяйственный, государственный и политический деятель, доктор сельскохозяйственных наук, профессор, заслуженный деятель науки РСФСР.

## Биография
Родилась в 1908 году в Краснодаре. Член КПСС.
С 1930 года — на хозяйственной, общественной и политической работе. В 1930—1980 гг. — агронома-интенсивник Георгиевского районного плодоовощного союза Северо-Кавказского края, аспирант при Кубанском сельскохозяйственном институте, научный сотрудник, старший научный сотрудник, заместитель директора по научной работе на Краснодарской плодово-виноградной опытной станции, директор Северо-Кавказского зонального научно-исследовательского института садоводства и виноградарства,
Избиралась депутатом Верховного Совета РСФСР 2-го созыва. Делегат XXI съезда КПСС.
Умерла в Краснодаре в 1995 году.